# Bürgergemeinschaft
Bürgergemeinschaft oder Gemeinschaften von Bürgern in der DDR war nach den §§ 266 bis 273 des ZGB-DDR ein Zusammenschluss von Bürgern zur Schaffung und Unterhaltung von Einrichtungen und Anlagen zur gemeinsamen Nutzung. Bürgergemeinschaften wurden insbesondere zum gemeinschaftlichen Bau und Betrieb von Garagenkomplexen und Gemeinschaftsantennen gegründet.

## Rechtliches
Die Bürgergemeinschaft wurde durch schriftlichen Vertrag begründet, der insbesondere den Zweck der Gemeinschaft enthalten musste. Dieser Vertrag war dem zuständigen Rat des Kreises zur Genehmigung vorzulegen. Durch den Vertrag wurde gesamthänderisch gebundenes Vermögen gebildet, allerdings waren die Bürgergemeinschaften nicht rechtsfähig. Vertreten wurden sie von allen Vertragspartnern gemeinschaftlich, sofern die Vertretungsbefugnis im Gemeinschaftsvertrag nicht einzelnen Personen zugewiesen wurde. Jeder Vertragspartner konnte zu jeder Zeit aus der Gemeinschaft austreten und hatte damit Anspruch auf Auszahlung seines Anteils am gemeinsamen Vermögen. 
Die Gemeinschaft wurde beendet, wenn sie ihren Zweck erreicht hatte, wenn sie auf bestimmte Zeit begründet wurde oder wenn der Vertrag aufgehoben wurde. Bürgergemeinschaften, die zum Zeitpunkt der Wirksamkeit des Einigungsvertrags am 3. Oktober 1990 bestanden, bestanden in der Rechtsform der Gesellschaft bürgerlichen Rechts fort.